# Fuefuki, Yamanashi
Fuefuki (笛吹市 Fuefuki-shi) là một thành phố thuộc tỉnh Yamanashi, Nhật Bản.